# كدوكار (شميل)
کدوکار (بالفارسية: کدوکار) هي قرية تقع في إيران في قسم شمیل الريفي. يقدر عدد سكانها بـ 190 نسمة .